# Pimelea rara
Pimelea rara är en tibastväxtart som beskrevs av B.L. Rye. Pimelea rara ingår i släktet Pimelea och familjen tibastväxter. Inga underarter finns listade i Catalogue of Life.